# Francis Bond Head

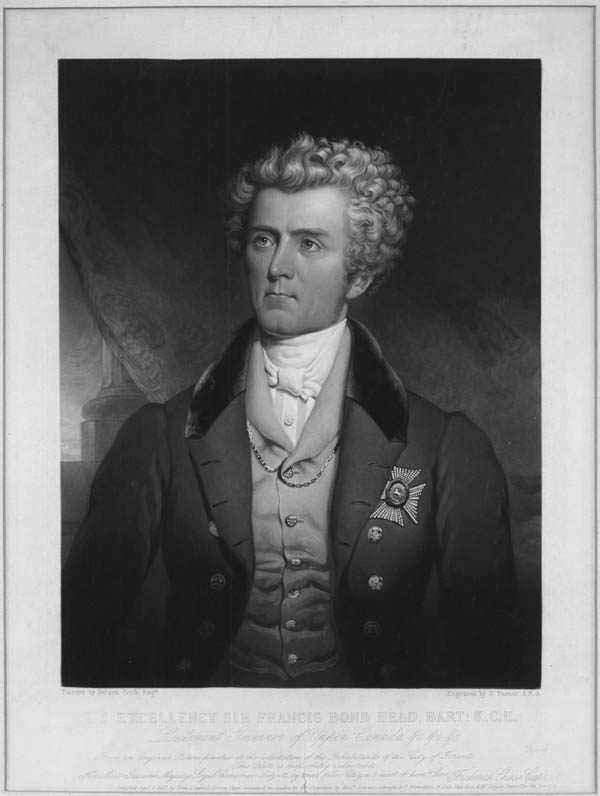
Francis Bond Head

Sir Francis Bond Head, 1. Baronet KCH, PC (* 1. Januar 1793 bei Rochester; † 23. Juli 1875 in Croydon) war ein englischer Schriftsteller und Politiker.
Head trat in die Armee, kämpfte mit in der Schlacht bei Waterloo und wurde 1835 zum Statthalter von Oberkanada ernannt, wo revolutionäre Bewegungen entstanden, die erst sein Nachfolger Sir George Arthur bewältigte.
Nach England zurückgekehrt, verteidigte er sich wider die gegen ihn erhobenen Anklagen über seine Verwaltung in dem Buch Narrative of his administration in Upper Canada (1839).
Als Schriftsteller war er zuerst mit den Rough notes taken during some rapid sourneys across the Pampas (1826, 6. Aufl. 1861), der Frucht einer Reise nach Südamerika, und den launigen Bubbles from the brunnens of Nassau (1833, 7. Aufl. 1866) aufgetreten. Darauf folgte Life of Bruce (1844).
Seine Anschauungen des kanadischen Lebens legte er in The emigrant (1847, neue Ausg. 1853) nieder, dem Stokers and pokers (1850, neue Ausg. 1861) und The defenceless state of Great Britain (1850) folgten.
Nach dem Staatsstreich Charles-Louis-Napoléon Bonapartes trat er mit A faggot of French sticks, or Paris in 1851 (1852, neue Ausg. 1855) hervor als entschiedener Lobredner Napoleons III.
Weiter Werke sind
- A fortnight in Ireland (1852),
- Descriptive essays (1856),
- Highways and dry Ways (1859),
- The horse and his rider (1861) und
- The royal engineer (1870).

Head war seit 1867 Privy Councillor und genoss eine jährliche Pension von 100 £ Sterling. Er starb am 23. Juli 1875 in Croydon.
| Personendaten    | Personendaten                           |
| ---------------- | --------------------------------------- |
| NAME             | Head, Francis Bond                      |
| KURZBESCHREIBUNG | britischer Schriftsteller und Politiker |
| GEBURTSDATUM     | 1. Januar 1793                          |
| GEBURTSORT       | Rochester                               |
| STERBEDATUM      | 23. Juli 1875                           |
| STERBEORT        | Croydon                                 |